# Liste der Sportabzeichen (Österreich)
In Österreich gibt es folgende Sportabzeichen:

## Allgemein
- Österreichisches Sport- und Turnabzeichen (ÖSTA)

## Schwimmsport
In Österreich werden die Ausbildungen und Prüfungen zu den Schwimmabzeichen durch die Arbeitsgemeinschaft Österreichisches Wasserrettungswesen (ARGE ÖWRW) durchgeführt.
- Österreichische Schwimmerabzeichen
  - Frühschwimmer (Pinguin)
  - Freischwimmer
  - Fahrtenschwimmer
  - Allroundschwimmer
  - Jugendschwimmerschein
  - Rettungsschwimmabzeichen

## Turnen
- Österreichisches Gymnastikabzeichen (ÖGA)
- Österreichisches Leistungs-Turnabzeichen (ÖLTA)